# Småholmane (Øygarden)
Ne doit pas être confondu avec Småholmane, Småholmane (Fjell), Småholmane (Austevoll) ou Småholmane (Kvam).
Småholmane est une île dans le landskap Sunnhordland du comté de Vestland. Elle appartient administrativement à Øygarden.

## Géographie
Rocheuse et couverte d'arbres, à fleur d'eau, elle s'étend sur environ 70 m de longueur pour une largeur approximative de 48 m. Elle compte une habitation et un petit quai d'amarrage.